# Sélection naturelle (album de Kalash Criminel)
 (mars 2022).
Pour l’article homonyme, voir Sélection naturelle (homonymie).
Albums de Kalash Criminel
La Fosse aux lions
(2018) SVR
(2022)
Singles
1. But en or (feat. Damso)
Sortie : 16 octobre 2020
2. Sale boulot
Sortie : 20 novembre 2020
3. La main
Sortie : 25 février 2021
4. Josky
Sortie : 11 juin 2021

Sélection naturelle est le deuxième album studio du rappeur français Kalash Criminel, sorti le 20 novembre 2020. Il contient des collaborations avec Niska, Damso, JuL, 26Keuss, Bigflo & Oli et Nekfeu.

## Genèse
Il avait d'abord sorti sur une période de sept mois, quelques morceaux dans l'ordre : Pronostic, Dans tous les sens, Écrasement de tête, Peur de personne, J'ai quitté en featuring avec Hornet La Frappe et Farsenne ainsi qu'ADN, dans l'optique de faire patienter ses fans jusqu'au premier extrait de l'album.
Puis vers la fin du mois de septembre, plusieurs photos où l'on peut apercevoir Kalash Criminel avec d'autres artistes dont Nekfeu, Kaaris ou encore Damso ressortent en teasant alors des possibles featurings du projet.
Quelques jours plus tard, le 11 octobre 2020, le premier extrait But en or en featuring avec Damso, est annoncé. Attendu par les auditeurs, il sera par la même occasion apprécié par ces derniers.
C'est dans les journées du 26 et du 27 octobre que les informations de l'album telles que la pochette, la date et la tracklist sont annoncées, dont cette dernière qui est dévoilée sous forme d'introduction de série.
Une réédition de l'album est sortie par surprise le 12 novembre 2021.

## Clips vidéo
- But en or (feat. Damso) : 16 octobre 2020
- Sale boulot : 20 novembre 2020
- La main : 25 février 2021
- Josky : 11 juin 2021

## Liste des titres
| 1.      | Insta Twitter                | Kalash Criminel              | 999Biggie, DB                            | 2:57 |
| 2.      | Doute                        | Kalash Criminel              | Ray Da Prince                            | 3:14 |
| 3.      | Tarifs                       | Kalash Criminel              | Ray Da Prince, Draco Dans Ta Face        | 3:23 |
| 4.      | Tu paniques (feat. Niska)    | Kalash Criminel, Niska       | Omaxx Prod                               | 3:29 |
| 5.      | J'oublie pas                 | Kalash Criminel              | Marcelino                                | 2:44 |
| 6.      | But en or (feat. Damso)      | Kalash Criminel, Damso       | Hypnotic Beatz                           | 2:59 |
| 7.      | Sale boulot                  | Kalash Criminel              | Grand Prêtre (MOC), Ray Da Prince        | 3:12 |
| 8.      | Shooter                      | Kalash Criminel              | Therapy 2077, Therapy 2067, Therapy 2093 | 3:27 |
| 9.      | Dans la zone (feat. Jul)     | Kalash Criminel, Jul         | Medeline, Traxx                          | 2:53 |
| 10.     | Elle est gang                | Kalash Criminel              | Baile Broliké                            | 3:00 |
| 11.     | Droga (feat. 26keuss)        | Kalash Criminel, 26keuss     | Yakes                                    | 3:26 |
| 12.     | Death Note                   | Kalash Criminel              | Ray Da Prince, Dystosound                | 2:56 |
| 13.     | Moments (feat. Bigflo & Oli) | Kalash Criminel, Bigflo, Oli | Ray Da Prince, Shaz The Producer         | 4:58 |
| 14.     | Incompris                    | Kalash Criminel              | Twang Beats                              | 3:03 |
| 15.     | Très mauvais                 | Kalash Criminel              | Marcelino                                | 2:59 |
| 16.     | Turn Up (feat. Nekfeu)       | Kalash Criminel, Nekfeu      | 999Biggie, Marcelino, Yakes              | 3:30 |
| 17.     | Finish Him                   | Kalash Criminel              | Yakes                                    | 2:41 |
| 18.     | La main                      | Kalash Criminel              | Twang Beats                              | 3:07 |
| 19.     | Josky                        | Kalash Criminel              | Yakes, Bopol                             | 2:17 |
| 1:00:00 |                              |                              |                                          |      |

| Réédition | Réédition                       | Réédition                      | Réédition      | Réédition | Réédition | Réédition | Réédition | Réédition | Réédition |
| No        | Titre                           | Auteur                         | Compositeur(s) | Durée     |           |           |           |           |           |
| --------- | ------------------------------- | ------------------------------ | -------------- | --------- | --------- | --------- | --------- | --------- | --------- |
| 1.        | Démarre                         | Kalash Criminel                | Bass Tuner     | 3:47      |           |           |           |           |           |
| 2.        | Iilaa Alliqa                    | Kalash Criminel                | Yakes          | 2:42      |           |           |           |           |           |
| 3.        | O.G Thug                        | Kalash Criminel                | Trill Mango    | 2:44      |           |           |           |           |           |
| 4.        | Afflelou (feat. Nahir & Da Uzi) | Kalash Criminel, Nahir, Da Uzi | Jojo SK        | 3:03      |           |           |           |           |           |
| 5.        | Violence (feat. Douma)          | Kalash Criminel, Douma         | Twang Beats    | 3:37      |           |           |           |           |           |
| 6.        | À toi                           | Kalash Criminel                | Double X       | 4:10      |           |           |           |           |           |
| 1:20:00   |                                 |                                |                |           |           |           |           |           |           |

## Titres certifiés en France
- Dans la zone (feat. Jul)  Or[11]
- But en or (feat. Damso)  Or[12]

## Classements et certification

### Classements hebdomadaires
| Classements (2020-2021)      | Meilleure position |
| ---------------------------- | ------------------ |
| Belgique (Flandre Ultratop)  | 120                |
| Belgique (Wallonie Ultratop) | 5                  |
| France (SNEP)                | 4                  |
| Suisse (Schweizer Hitparade) | 35                 |

### Certification
| Région                         | Certification | Ventes/Streams |
| ------------------------------ | ------------- | -------------- |
| France (SNEP)                  | Or            | 50 000*        |
| *Ventes selon la certification |               |                |